# 三瓶一信
三瓶 一信（さんぺい かずのぶ、1922年〈大正11年〉 - ）は、日本映画の合成技師。福島県須賀川市出身。

## 経歴
円谷英二とは同郷で、戦争では真珠湾攻撃に参加。1945年に円谷の誘いを受け、東宝へ合成技師として入社。1978年に定年退職後もフリーとして活動。
東宝の特技監督を務めていた中野昭慶によれば、三瓶は合成の作画にクレームをつけることが多く監督に対しても意見していたといい、合成技師の向山宏も三瓶にはよく怒られていたと述懐している。
第11回日本アカデミー賞特別賞特殊技術賞を受賞。

## 代表作

### 映画
| 公開年 | 公開年   | 作品名                                  | 制作（配給）                                    | 役職                       |
| ------ | -------- | --------------------------------------- | ----------------------------------------------- | -------------------------- |
| 1957年 | 12月17日 | 続々大番 怒濤篇                         | 東宝                                            | 合成                       |
| 1961年 | 10月8日  | 世界大戦争                              | 東宝                                            | 合成撮影                   |
| 1962年 | 8月11日  | キングコング対ゴジラ                    | 東宝                                            | 合成撮影                   |
| 1962年 | 10月20日 | やま猫作戦                              | 東宝                                            | 合成                       |
| 1963年 | 1月3日   | 太平洋の翼                              | 東宝                                            | 合成撮影                   |
| 1963年 | 5月29日  | 青島要塞爆撃命令                        | 東宝                                            | 合成撮影                   |
| 1963年 | 9月29日  | 太陽は呼んでいる                        | 東宝                                            | 合成                       |
| 1964年 | 2月1日   | 恐怖の時間                              | 東宝                                            | 合成                       |
| 1964年 | 5月16日  | ひばり・チエミ・いづみ 三人よれば       | 東宝                                            | 合成                       |
| 1964年 | 5月30日  | 君も出世ができる                        | 東宝                                            | 合成                       |
| 1964年 | 7月11日  | 無責任遊侠伝                            | 東宝                                            | 合成                       |
| 1965年 | 2月14日  | 肉体の学校                              | 東宝                                            | 合成                       |
| 1965年 | 3月13日  | 陽のあたる椅子                          | 東宝                                            | 合成                       |
| 1965年 | 9月5日   | けものみち                              | 東宝                                            | 合成                       |
| 1966年 | 1月15日  | 暴れ豪右衛門                            | 東宝                                            | 合成                       |
| 1966年 | 4月3日   | バンコックの夜                          | 東宝 台湾省電影製片廠 国泰機構有限公司 （東宝） | 合成                       |
| 1966年 | 4月28日  | 奇巌城の冒険                            | 東宝 三船プロダクション （東宝）                | 合成                       |
| 1966年 | 9月10日  | パンチ野郎                              | 東宝                                            | 合成                       |
| 1966年 | 10月22日 | 狸の休日                                | 東宝                                            | 合成                       |
| 1966年 | 11月20日 | お嫁においで                            | 東宝                                            | 合成                       |
| 1967年 | 1月1日   | レッツゴー!若大将                       | 東宝                                            | 合成                       |
| 1967年 | 1月1日   | 社長千一夜                              | 東宝                                            | 合成                       |
| 1967年 | 10月18日 | 爆笑野郎 大事件                         | 東宝                                            | 合成                       |
| 1967年 | 10月28日 | ドリフターズですよ!前進前進また前進     | 東宝 渡辺プロダクション （東宝）                | 合成                       |
| 1967年 | 10月28日 | クレージーの怪盗ジバコ                  | 東宝 渡辺プロダクション （東宝）                | 合成                       |
| 1967年 | 12月6日  | 燃えろ!太陽                             | 東宝                                            | 合成                       |
| 1968年 | 3月22日  | さらばモスクワ愚連隊                    | 東宝                                            | 合成                       |
| 1968年 | 4月10日  | ザ・タイガース 世界はボクらを待っている | 東宝 渡辺プロダクション （東宝）                | 合成                       |
| 1968年 | 4月27日  | クレージーメキシコ大作戦                | 東宝 渡辺プロダクション （東宝）                | 合成                       |
| 1968年 | 9.07日   | 兄貴の恋人                              | 東宝                                            | 合成                       |
| 1968年 | 10月5日  | 若者よ挑戦せよ                          | 東宝                                            | 合成                       |
| 1968年 | 11月2日  | コント55号 世紀の大弱点                 | 東宝                                            | 合成                       |
| 1968年 | 11月23日 | 狙撃                                    | 東宝                                            | 合成                       |
| 1969年 | 1月1日   | フレッシュマン若大将                    | 東宝                                            | 合成                       |
| 1969年 | 2月15日  | 愛のきずな                              | 東宝 渡辺プロダクション （東宝）                | 合成                       |
| 1969年 | 9月10日  | 華麗なる闘い                            | 東宝                                            | 合成                       |
| 1969年 | 9月20日  | 地獄変                                  | 東宝                                            | 合成                       |
| 1969年 | 9月27日  | 奇々怪々俺は誰だ?!                      | 東宝 渡辺プロダクション （東宝）                | 合成                       |
| 1969年 | 10月10日 | コント55号 俺は忍者の孫の孫             | 東宝                                            | 合成                       |
| 1969年 | 12月20日 | コント55号 宇宙大冒険                   | 東宝                                            | 合成                       |
| 1970年 | 4月29日  | おいろけコミック 不思議な仲間           | 東宝                                            | 合成                       |
| 1970年 | 5月23日  | 喜劇 頑張れ!日本男児                    | 東宝                                            | 合成                       |
| 1970年 | 7月4日   | 悪魔が呼んでいる                        | 東宝                                            | 合成                       |
| 1970年 | 7月4日   | 幽霊屋敷の恐怖 血を吸う人形             | 東宝                                            | 合成                       |
| 1970年 | 8月11日  | 激動の昭和史 軍閥                       | 東宝                                            | 合成                       |
| 1970年 | 8月14日  | バツグン女子高生 16才は感じちゃう       | 東宝                                            | 合成                       |
| 1970年 | 11月22日 | 喜劇 ソレが男の生きる道                 | 東宝                                            | 合成                       |
| 1971年 | 1月9日   | 若大将対青大将                          | 東宝                                            | 合成                       |
| 1971年 | 4月15日  | 夕日くん サラリーマン脱出作戦           | 東宝 ジャック・プロダクション （東宝）          | 合成                       |
| 1971年 | 4月29日  | だまされて貰います                      | 東宝 渡辺プロダクション （東宝）                | 合成                       |
| 1971年 | 6月16日  | 呪いの館 血を吸う眼                     | 東宝                                            | 合成                       |
| 1971年 | 7月17日  | 激動の昭和史 沖縄決戦                   | 東宝                                            | 合成                       |
| 1971年 | 12月31日 | 日本一のショック男                      | 東宝 渡辺プロダクション （東宝）                | 合成                       |
| 1972年 | 8月12日  | 海軍特別年少兵                          | 東宝映画 （東宝）                               | 合成                       |
| 1972年 | 9月2日   | 恋の夏                                  | 東宝映画 （東宝）                               | 合成                       |
| 1973年 | 3月17日  | ゴジラ対メガロ                          | 東宝映像 （東宝）                               | 合成                       |
| 1973年 | 5月12日  | 戦争を知らない子供たち                  | 東宝映画 （東宝）                               | 合成                       |
| 1973年 | 9月1日   | 狼の紋章                                | 東宝映画 東宝映像 （東宝）                      | 合成                       |
| 1973年 | 9月8日   | 人間革命                                | 東宝映像 シナノ企画 （東宝）                    | 合成                       |
| 1973年 | 9月22日  | 夕日くん サラリーマン仁義               | 東宝映画 ジャック・プロダクション （東宝）      | 合成                       |
| 1973年 | 12月29日 | グァム島珍道中                          | 東宝映画 （東宝）                               | 合成                       |
| 1973年 | 12月29日 | 日本沈没                                | 東宝映画 東宝映像 （東宝）                      | 合成                       |
| 1974年 | 12月28日 | エスパイ                                | 東宝映像 （東宝）                               | 合成                       |
| 1977年 | 12月17日 | 惑星大戦争                              | 東宝映画 （東宝）                               | 合成                       |
| 1978年 | 8月12日  | 火の鳥                                  | 東宝映画 手塚プロダクション （東宝）            | 合成                       |
| 1987年 | 1月17日  | 映画女優                                | 東宝映画 （東宝）                               | 合成                       |
| 1987年 | 9月26日  | 竹取物語                                | フジテレビ 東宝映画 （東宝）                    | 合成                       |
| 1989年 | 12月16日 | ゴジラvsビオランテ                      | 東宝映画 （東宝）                               | マットペインティングカメラ |
| 1991年 | 12月14日 | ゴジラvsキングギドラ                    | 東宝映画 （東宝）                               | マットペインティングカメラ |
| 1992年 | 12月12日 | ゴジラvsモスラ                          | 東宝映画 （東宝）                               | マットペインティングカメラ |

### テレビ
| 期間          | 期間          | 番組名         | 制作（放送局）             | 役職 |
| ------------- | ------------- | -------------- | -------------------------- | ---- |
| 1973年4月2日  | 1973年9月24日 | 流星人間ゾーン | 日本テレビ 東宝映像 萬年社 | 合成 |
| 1990年8月10日 | 1990年8月10日 | 戦艦大和       | フジテレビ                 | 合成 |